# Georgeta-Carmen Holban
Georgeta-Carmen Holban (n. 14 februarie 1968

) este un deputat român, ales în 2016. 